# Ахіллеон
Ахіллей (грец. Αχιλλειον) - античне місто Боспорського царства, у якому знаходився храм Ахілла. 
За Страбоном: Кімерик був колись містом, заснованим на півострові, від відмежовував протору ровом і валом. далі, на відстані 20 стадій йшло поселення Ахіллей, у якому був храм Ахілла. Тут найвужче місце Меотійського озера, ширина його тут не більше 20 стадій. На протилежній стороні находяться поселення Мирмикій і Партеній поблизу Гераклея. Звідси до пам'ятника Сатиру 90 стадій. Поблизу знаходиться поселення Патраев, і від нього 130 стадій до поселення Корокондама, яке знаходиться наприкінці Кімерійського Боспору. Ця назва надана протоці, яка починається при Меотійському озері та  простягається до Корокондами, навпроти якої лежить поселення Акра в Пантикапейській землі, їх розділяє затока, шириною 70 стадій. Вище Корокондами знаходиться озеро, яке називається також Корокондамським. Воно на відстані 10 стадій витікає в море.